# Berlin Alexanderplatz (Fernsehverfilmung)
Berlin Alexanderplatz ist eine 14-teilige deutsche Miniserie von Rainer Werner Fassbinder, die vom 12. Oktober bis zum 29. Dezember 1980 im Westdeutschen Fernsehen ausgestrahlt wurde. Die Serie ist eine Verfilmung des 1929 erschienenen gleichnamigen Romans von Alfred Döblin.

## Handlung
Nach vier Jahren Gefängnis wegen Totschlags an seiner ehemaligen Freundin Ida wird Franz Biberkopf 1928 aus der Strafanstalt Berlin-Tegel entlassen. Seine anfänglichen Potenzprobleme bekommt er nach einer Vergewaltigung in den Griff. So geht er darauf mit der Polin Lina eine Beziehung ein.
Bestrebt, ein ehrliches Leben zu beginnen, versucht sich Franz in verschiedenen Tätigkeiten. Schließlich wird seine Gutmütigkeit von Linas „Onkel“ (einem Freund ihrer Familie), mit dem er zusammenarbeitet, für die Erpressung einer Witwe ausgenutzt. Als diese Franz für die Tat mitverantwortlich macht, zieht er sich gekränkt zurück und beginnt, dem Alkoholkonsum zu frönen.
Zurück im Leben, macht Franz Bekanntschaft mit dem Kleinganoven Reinhold. Da dieser nicht lange mit ein und derselben Frau verweilen kann, nimmt sich Franz dieses Problems an. Zuerst durch Beziehungen zu den von Reinhold verschmähten Frauen – dann, bei der dritten, durch den Versuch, Reinhold von seiner Methode abzubringen.
Unabsichtlich wird Franz in einen Einbruch verwickelt und sitzt nach der Tat mit Reinhold in einem Auto. Der schmeißt Franz aus dem Fahrzeug, wobei er überfahren wird und seinen rechten Arm verliert. Seine ehemalige Freundin Eva sowie deren Lebensgefährte und Zuhälter Herbert pflegen ihn anschließend gesund.
Kaum zurück im normalen Leben, lernt Franz wieder einen Kriminellen – Willy – kennen. Für diesen arbeitet er nun und erwirbt damit ein kleines Vermögen.
Eva bringt ihn mit einem Mädchen zusammen – von Franz „Mieze“ genannt – die seine neue große Liebe wird. Anfänglich ohne sein Wissen, geht sie auf den Strich, um ihn finanziell zu entlasten, was er mit gemischten Gefühlen akzeptiert, als er davon erfährt. Trotzdem hat er nach seinen Kämpfen mit sich selbst und den gesellschaftlichen Umständen sein Glück mit Mieze gefunden.
Reinhold, der ständig den Verdacht hat, dass Franz sich an ihm rächen will (was der gar nicht beabsichtigt), ist zunehmend neidisch auf Franz’ Glück und beginnt Mieze nachzustellen. Dabei hilft ihm Meck, ehemals bester Freund von Franz, sie zu einem Treffen zu locken, bei dem er vergeblich versucht, sie Franz auszuspannen. Wütend vor Enttäuschung fühlt er sich durch Miezes Ablehnung provoziert und erwürgt sie.
Franz wartet wochenlang auf Miezes Rückkehr und verfällt in Depressionen, weil er annimmt, sie habe ihn sitzenlassen. Meck bekommt Gewissensbisse und informiert schließlich die Polizei über den Mord. Als Franz von Miezes Ermordung erfährt (und dass er selbst als Mittäter verdächtigt wird), verfällt er in eine wahnsinnig-euphorische Freude darüber, dass Mieze ihn nicht verlassen hat, und wird schließlich in eine psychiatrische Klinik eingewiesen. In der psychiatrischen Behandlung durchlebt Franz Träume, Phantasien und Halluzinationen. Sie führen ihm sein Leben der letzten Jahre vor und dabei mögliche, aber verpasste Wendungen im Leben, Gedanken, Annahmen, Wünsche, Ängste und Schmerzen; zudem gibt es Diskussionen mit dem Tod und mit Engeln.
Als er schließlich nach langer Zeit als geheilt entlassen wird, ist er im folgenden Prozess Angeklagter und Zeuge zugleich. Reinhold wird zu zehn Jahren Zuchthaus wegen Totschlags verurteilt, was ihn erfreut, Eva aber noch im Gerichtssaal empört. Meck wird vom Vorwurf der Beihilfe freigesprochen. Franz wird ebenfalls freigesprochen, allerdings mit einem sogenannten „Jagdschein“ wegen Unzurechnungsfähigkeit.
Franz nimmt eine Stelle als Hilfsportier in einer Fabrik an und weiter ist „von seinem Leben nichts zu berichten“.

## Episodenliste
| Nr. | Originaltitel                                                           | Erstausstrahlung (DE) | Regie                    | Drehbuch                 | Länge in min | Ereignisse |
| --- | ----------------------------------------------------------------------- | --------------------- | ------------------------ | ------------------------ | ------------ | --- |
| 1   | Die Strafe beginnt                                                      | 12. Oktober 1980      | Rainer Werner Fassbinder | Rainer Werner Fassbinder | 82           | - Haftentlassung und Schwierigkeiten im Alltag - Schwur ein ehrliches Leben zu führen                                                             |
| 2   | Wie soll man leben, wenn man nicht sterben will                         | 13. Oktober 1980      | Rainer Werner Fassbinder | Rainer Werner Fassbinder | 59           | - Versuche mit verschiedenen Arbeiten Geld zu verdienen, auch wenn sie nicht Franz Gesinnung oder seinem Können entsprechen                       |
| 3   | Ein Hammer auf den Kopf kann die Seele verletzen                        | 20. Oktober 1980      | Rainer Werner Fassbinder | Rainer Werner Fassbinder | 59           | - Hausierer-Geschäft mit Linas Familienfreund - Erpressung einer Witwe                                                                            |
| 4   | Eine Handvoll Menschen in der Tiefe der Stille                          | 27. Oktober 1980      | Rainer Werner Fassbinder | Rainer Werner Fassbinder | 59           | - Beginn der Alkoholkrankheit, Depressionen, Wahnträume - Unterstützung durch Baumann                                                             |
| 5   | Ein Schnitter mit der Gewalt vom lieben Gott                            | 3. November 1980      | Rainer Werner Fassbinder | Rainer Werner Fassbinder | 59           | - Kennenlernen von Reinhold und Pums - Abnahme von Reinholds Frauen                                                                               |
| 6   | Eine Liebe, das kostet immer viel                                       | 10. November 1980     | Rainer Werner Fassbinder | Rainer Werner Fassbinder | 58           | - Verwicklung in Diebstahl - Reinhold stößt Franz aus dem LKW                                                                                     |
| 7   | Merke: Einen Schwur kann man amputieren                                 | 17. November 1980     | Rainer Werner Fassbinder | Rainer Werner Fassbinder | 58           | - Verlust des rechten Arms – Pflege durch Eva - Kennenlernen von Willy                                                                            |
| 8   | Die Sonne wärmt die Haut, die sie manchmal verbrennt                    | 24. November 1980     | Rainer Werner Fassbinder | Rainer Werner Fassbinder | 58           | - Hehlergeschäfte mit Willy - Eva stellt Mieze vor                                                                                                |
| 9   | Von den Ewigkeiten zwischen den Vielen und den Wenigen                  | 1. Dezember 1980      | Rainer Werner Fassbinder | Rainer Werner Fassbinder | 59           | - Wiedertreffen von Reinhold - Leben und Liebe mit Mieze                                                                                          |
| 10  | Einsamkeit reißt auch in Mauern Risse des Irrsinns                      | 8. Dezember 1980      | Rainer Werner Fassbinder | Rainer Werner Fassbinder | 59           | - Mieze bittet Eva um ein Kind mit Franz, da sie selbst keine bekommen kann - Diskussionen über die Beziehung zu Mieze und zum kriminellen Milieu |
| 11  | Wissen ist Macht und Morgenstund hat Gold im Mund                       | 15. Dezember 1980     | Rainer Werner Fassbinder | Rainer Werner Fassbinder | 59           | - Wieder kriminelle Geschäfte mit Pums und Reinhold - Mieze ist in einen Anderen verliebt – Eifersucht und Versöhnung                             |
| 12  | Die Schlange in der Seele der Schlange                                  | 22. Dezember 1980     | Rainer Werner Fassbinder | Rainer Werner Fassbinder | 59           | - Mieze und Franz genießen das gemeinsame Leben - Reinhold versucht vergebens Mieze zu erobern und ermordet sie                                   |
| 13  | Das Äußere und das Innere und das Geheimnis der Angst vor dem Geheimnis | 29. Dezember 1980     | Rainer Werner Fassbinder | Rainer Werner Fassbinder | 58           | - Franz verzweifelt in der Annahme, dass Mieze ihn verlassen hat - Meck enthüllt den Mord und Franz verfällt dem Wahnsinn                         |
| 14  | Mein Traum vom Traum des Franz Biberkopf von Alfred Döblin – Ein Epilog | 29. Dezember 1980     | Rainer Werner Fassbinder | Rainer Werner Fassbinder | 112          | - Aufenthalt, Träume und Wahnträume in psychiatrischer Klinik – Genesung - Prozess – Verurteilung Reinholds – Freispruch Franz                    |

## Musik
Die Filmmusik wurde von Peer Raben komponiert. Es werden außerdem einige Stücke aus den 1920er Jahren innerhalb der Serie gespielt. So kauft sich Franz Biberkopf etwa in Folge 8 ein Grammophon inklusive einer Schallplatte mit dem Lied Liebe Kleine Nachtigall von Richard Tauber, die im Laufe der Serie des Öfteren in seiner Wohnung läuft. Andere Titel, die verwendet werden, sind u. a. Freunde, das Leben ist lebenswert von Franz Lehár als Titelmusik, Always (in der dt. Fassung Heimweh) von Irving Berlin, Auszüge aus Der Rosenkavalier von Richard Strauss sowie Titel u. a. von Walter Kollo und Will Meisel.
Im Epilog von Berlin Alexanderplatz läuft, im Gegensatz zu den restlichen Episoden, auch modernere Musik, u. a.Candy Says von The Velvet Underground, Me and Bobby McGee von Janis Joplin, Kraftwerks Radioactivity und Leonard Cohens Chelsea Hotel Nr. 2. Außerdem hört man unter anderem Operettenlieder wie das Wolgalied oder Santa Lucia in der Version von Elvis Presley und Silent Night, interpretiert von Dean Martin.

## Rezeption

### Kritiken
Nach Beginn der Fernsehausstrahlung verurteilte die deutsche Boulevardpresse die Verfilmung unter verschiedensten Aspekten, wie sich Juliane Lorenz, Xaver Schwarzenberger und Günter Rohrbach in der Dokumentation Fassbinders Berlin Alexanderplatz: Remastered, die über die sechsjährige Restaurierung für die DVD-Edition 2007 erstellt wurde, erinnern. Der Film wurde vor allem als technisch zu dunkel und auch moralisch verwerflich verurteilt, was sich in Schlagzeilen wie „Bild-Moloch tödlicher Gefühle“, „Millionen-Pleite“, „Brutal / Schmuddelig“ niederschlug.
Lorenz ist davon überzeugt, dass diese unerwarteten und heftigen Reaktionen für das jahrelang oft negative Bild der Verfilmung in der deutschen Öffentlichkeit verantwortlich waren und sich dieses Vorurteil somit selbst bei Personen niedergeschlagen habe, die die Serie nie gesehen hätten. Schwarzenberger erläuterte, dass beabsichtigt war, die damaligen Grenzen des deutschen Fernsehens inhaltlich auszutesten, aber dass die Art der Reaktionen „lächerlich“ gewesen sei und sie vermutlich „heute“ gestalterisch kaum anders drehen würden. Rohrbach bestätigt, dass die kontrastreiche Bildgestaltung für die damalige Fernseher-Technik „an vielen Stellen“ zu dunkel gewesen sei, und dies habe „eine Zeitlang die Rezeption in einer Art und Weise beherrscht, dass die Sache selber darunter gelitten hat.“

„In seiner umfangreichen Fernsehverfilmung des sprachgewaltigen Romans von Alfred Döblin (1878–1957) collagiert Fassbinder eine faszinierende, äußerst bildstarke Vision von Stadt und Menschen, eine düstere Reise durch die „dunkle Nacht der Seele“, die sich nah an die Vorlage hält, ohne ihr dabei sklavisch zu folgen. Durch eine äußerst differenzierte, vom Roman losgelöste und trotzdem seine Struktur und Atmosphäre bewahrende Dramaturgie wird er dem Werk und seinen vielfältigen Sprachebenen gerecht. Stil und Ton der Inszenierung wechseln häufig, zahlreiche Bildsymbole verweisen auf die unterschwellig vorhandene Passionsgeschichte.“

### Auszeichnungen
Günter Lamprecht erhielt für seine Darstellung des Franz Biberkopf 1982 den Deutschen Darstellerpreis.
Günter Rohrbach und Peter Märthesheimer erhielten 1981 eine ehrende Anerkennung beim Adolf-Grimme-Preis.
Berlin Alexanderplatz wurde 2005 in die Time-Auswahl der besten 100 Filme von 1923 bis 2005 gewählt.

## Veröffentlichung
Die Uraufführung fand auf den Filmfestspielen von Venedig außerhalb des Wettbewerbs statt.
Das Filmmaterial wurde von der Rainer-Werner-Fassbinder-Foundation für eine DVD-Veröffentlichung restauriert und auf der Berlinale 2007 in einer 15-stündigen Fassung gezeigt. Die DVD-Sammlung erschien am 10. Februar 2007.